# Larmkogel
Der Larmkogel ist ein Berg in der Venedigergruppe mit einer Höhe von 3017 m ü. A. im Bundesland Salzburg.
Der Larmkogel liegt nördlich der Larmkogelscharte (2934 m), die beim Übergang von der Neuen Thüringer Hütte zur Neuen Fürther Hütte überschritten wird. Der markierte Normalweg führt aus der Scharte unschwierig (Fixseile) über den Südgrat zum Gipfel.